# سهراب گیلانی
سهراب گیلانی (زادهٔ ۹ فروردین ۱۳۳۹ شوشتر) سیاستمدار و نظامی بازنشسته ایرانی است. او نماینده ادوار دهم و یازدهم مجلس شورای اسلامی از حوزه انتخابیه شوشتر و گتوند است.

## زندگی
سهراب گیلانی در ۹ فروردینِ ۱۳۳۹ در شهر شوشتر، استان خوزستان زاده شد. وی در دوران انقلاب اسلامی از پیشگامان مبارزه با حکومت پهلوی بود و پس از وقوع انقلاب به سپاه پاسداران انقلاب اسلامی پیوست و فرماندهی سپاه گتوند را برعهده گرفت. او در سالهای آغازین انقلاب، برای مبارزه با تجزیه‌طلبان کردستان راهی غرب کشور شد و با شروع جنگ ایران و عراق به جبهه‌های نبرد اعزام شد.
گیلانی در دوران حضور در سپاه پاسداران انقلاب اسلامی مسئولیت‌هایی همچون فرمانده سپاه گتوند، مسئول بسیج شوشتر، جانشین بسیج سپاه ششم امام صادق خوزستان، مسئول طرح و برنامه سپاه ناحیه خوزستان، رئیس ستاد سپاه ناحیه خوزستان، معاون هماهنگ‌کننده منطقه مقاومت بسیج خوزستان، جانشین فرماندهی منطقه مقاومت بسیج خوزستان، معاون بسیج تهران بزرگ و استان تهران، معاون سپاه حفاظت، جانشین طرح و برنامه نیروی مقاومت بسیج، عضو هیئت رئیسه بسیج و معاون اجرایی بسیج کشور، معاون برنامه و بودجه بسیج کل کشور را تجربه کرد.

## مجلس شورای اسلامی
گیلانی در سال توانست با کسب ۳۶٬۹۱۴ رأی ازمجموع ۱۳۱٬۴۱۷ رأی معادل ۲۸٫۰۹٪ درصد کل آرا به مجلس دهم راه پیداکند. همچنین وی برای بار دوم در سال ۱۳۹۸ با کسب ۳۱٬۸۵۳ رأی، نماینده منتخب حوزه انتخابیه شوشتر و گتوند باشد و جایگاه خود را در مجلس حفظ کند.